# Новиков Михайло Миколайович (масон)
Новиков Михайло Миколайович (рос. Новиков Михаил Николаевич; 1777 — 10 листопада 1824) — надвірний радник у відставці, керівник канцелярії малоросійського генерал-губернатора князя Рєпніна Миколи Григоровича, масон, декабрист.

## Біографія
Батько — Микола Васильович Новиков († 1786), двоюрідний брат відомого просвітника Миколи Івановича Новикова; мати — Дарія Михайлівна Мартинова (з 1802 року ігуменья нижчегородського Хрестовоздвіженського монастиря, † 22.02.1831).
Вступив до служби підпоручиком до Київського гренадерського полку 14 січня 1793 року. 1798 року переведений до Нарвського піхотного полку поручиком. Вийшов у відставку штабс-капітаном у 1802 році. 1803 — титулярний радник, пензенський городнічий. 1804 — полицмейстер. 1807 — 1810 — мокшанський повітовий маршал. 1812 року — ескадроний командир Пензенського ополчення, за участь в придушенні заворушень серед ополчення нагороджений орденом святої Анни 2 ступеня. Учасник закордонних походів руської армії. 13 липня 1815 року — вступив до служби до Міністерства юстиції. 22 серпня 1816 року — переведений до канцелярії малоросійського генерал-губернатора. Прибув до Полтави 8 грудня 1816 року. З березня 1817 року — керівник канцелярії. Вийшов у відставку 15 травня 1820 року. Після виходу у відставку придбав у Кочубєя С. М. декілька сіл з 346 кріпаками.
З 1818 року член Вільного товариства любителів російської словесності. Член таємних організацій Орден руських лицарів, Союза спасіння (1816). Масон, член ложи «Вибраного Михайла». Засновник і майстер ложи «Любов до істини» у Полтаві (1818 — 1819), яку намагався перетворити в управу Союзу благоденства.
Під час слідства в справі декабристів Пестель Павло Іванович свідчив, що в проекті конституції Новікова вперше була сформульована думка про введення республіканського правління в Росії.